# James (Name)
James ist eine englische Form des männlichen Vornamens Jakob, der wiederum vom altfranzösischen James stammt, der selbst die latinisierte Form des hebräischen Namens יַעֲקֹב Ja'aqov ist. Bekannte Kurzformen sind Jim, Jimmy, Jimmie, Jamie, Jaime, Jimbo und  Jamey. Auch als Familienname ist er häufig anzutreffen.

## Herkunft
Es handelt sich um einen Personennamen, der vom altfranzösischen James (der immer noch als französischer Nachname gebräuchlich ist, sowie seinen Ableitungen Jamet, Jamot usw.) entlehnt ist.
Diese französische Form wird selbst aus der spätlateinischen oder mittellateinischen Nebenform Iacomus zur lateinischen Form Iacobus abgeleitet, die auch dem italienischen Giacomo und dem spanisch/portugiesischen Vornamen Jaime zugrunde liegt.

## Namensträger

### Herrschername
- Jakob I. (1566–1625), englischer König 1603–1625
- Jakob II. (1633–1701), englischer König 1685–1688

### Einname
- James, Earl of Wessex (* 2007), Mitglied der britischen Königsfamilie

### Vorname

#### B
- James Bachman (* 1972), englischer Schauspieler, Drehbuchautor und Comedian
- James Baker (* 1930), US-amerikanischer Politiker
- James Arthur Baldwin (1924–1987), US-amerikanischer Schriftsteller
- James Belushi (* 1954), US-amerikanischer Schauspieler
- James Bettauer (* 1991), deutsch-kanadischer Eishockeyspieler
- James Black (1940–1988), US-amerikanischer Schlagzeuger
- James Blunt (* 1974), britischer Sänger
- James Bond (1900–1989), US-amerikanischer Ornithologe
- James E. Bond (1933–2012), US-amerikanischer Jazz-Bassist, siehe Jimmy Bond
- James Bord (* 1981), britischer Pokerspieler
- James Bourne (* 1983), britischer Sänger und Musiker
- James Bowdoin (1726–1790), Amerikaner, Gouverneur von Massachusetts
- James Lehman Bowdoin (1904–1969), US-amerikanischer American-Football-Spieler, siehe Jim Bowdoin
- James Bracken (1909–1972), US-amerikanischer Songwriter und Labelbetreiber
- James Brown (1933–2006), US-amerikanischer Soulsänger
- James Brown (1766–1835), US-amerikanischer Politiker
- James Brown (1951–2020), US-amerikanischer Maler, Bildhauer und Grafiker
- James Brown, bekannt als The King (* 1968), britischer Sänger
- James Anthony Brown (* 1950), Chief Minister der Isle of Man
- James Cooke Brown (1921–2000), US-amerikanischer Soziologe und Science-Fiction-Autor
- James S. Brown (1824–1878), US-amerikanischer Politiker
- James S. Brown Jr. (1892–1949), US-amerikanischer Kameramann
- James Buchanan (1791–1868), US-amerikanischer Politiker, Präsident 1857 bis 1861
- James Burrows (* 1940), US-amerikanischer Regisseur
- James Burton III (* ≈1980), US-amerikanischer Jazzmusiker und Hochschullehrer

#### C
- James Caan (1940–2022), US-amerikanischer Schauspieler
- James Cagney (1899–1986), US-amerikanischer Schauspieler
- James Calderaro (* 1965), US-amerikanischer Pokerspieler
- James Callaghan (1912–2005), britischer Politiker, Premierminister
- James Cameron (* 1954), kanadischer Regisseur
- James Capers (Schiedsrichter, 1961) (* 1961), US-amerikanischer Basketballschiedsrichter
- James Carroll (* 1986), US-amerikanischer Pokerspieler
- James Earl Carter Jr., bekannt als Jimmy Carter (1924–2024), US-amerikanischer Politiker, Präsident 1977–81
- James Cassels (1907–1996), britischer Offizier, Generalfeldmarschall und Cricketspieler
- Jamie Cerretani (* 1981), US-amerikanischer Tennisspieler
- James Chen (* 1983), taiwanischer Pokerspieler
- James Cook (1728–1779), britischer Seefahrer und Entdecker
- James Fenimore Cooper (1789–1851), US-amerikanischer Schriftsteller
- James Corden (* 1978), britischer Film- und Theaterschauspieler, Drehbuchautor, Sänger, Moderator und Komiker
- James M. Cox (1870–1957), US-amerikanischer Politiker

#### D
- James Dean (1931–1955), US-amerikanischer Schauspieler
- James Dempsey (* 1982), britischer Pokerspieler
- James Robert Doran (1927–1994), bekannt als Jim Doran, US-amerikanischer American-Football-Spieler
- James Duesenberry (1918–2009), US-amerikanischer Ökonom

#### E
- James Ensor (1860–1949), belgischer Maler und Zeichner

#### F
- James Farentino (1938–2012), US-amerikanischer Schauspieler
- James Farley (1888–1976), US-amerikanischer Politiker
- James Franco (* 1978), US-amerikanischer Schauspieler

#### G
- James Galway (* 1939), britischer Flötist
- James Gandolfini (1961–2013), US-amerikanischer Schauspieler
- James A. Garfield (1831–1881), US-amerikanischer Politiker, Präsident März bis September 1881
- James Carson Gardner, (* 1933), US-amerikanischer Politiker
- James Garner (1928–2014), US-amerikanischer Schauspieler
- James Giannaros (* 1952), australischer Snooker- und English-Billiards-Spieler
- James Gillogly, US-amerikanischer Informatiker und Kryptoanalytiker
- James Tyler Greene (* 1983), US-amerikanischer Baseballspieler

#### H
- James Marshall Hendrix, bekannt als Jimi Hendrix (1942–1970), US-amerikanischer Rockmusiker
- James Herriot (1916–1995), englischer Tierarzt und Schriftsteller
- James Herter (* 1952), deutscher Komponist und Musikproduzent, siehe Ulrich Herter
- James Hetfield (* 1963), US-amerikanischer Musiker
- James Hiller (* 1985), deutscher Schriftsteller
- James Horner (1953–2015), US-amerikanischer Filmkomponist
- James Hunt (1947–1993), britischer Automobilrennfahrer
- James Franklin Hyneman, bekannt als Jamie Hyneman (* 1956), US-amerikanischer Spezialeffektkünstler und Schauspieler

#### J
- James Joyce (1882–1941), irischer Schriftsteller

#### K
- James Krüss (1926–1997), deutscher Dichter und Schriftsteller

#### L
- James LaBrie (* 1963), US-amerikanischen Sänger
- James Last (1929–2015), deutscher Bandleader, Komponist, Arrangeur und Musikproduzent
- James Levine (1943–2021), US-amerikanischer Dirigent
- James Brandon Lewis (* 1983), US-amerikanischer Jazzmusiker
- James Longstreet (1821–1904), US-amerikanischer General der Konföderierten Armee
- James Arthur Lovell (* 1928), US-amerikanischer Astronaut

#### M
- James Maddren (* 1987), britischer Jazzmusiker
- James Marburg (* 1982), australischer Ruderer, Silbermedaillen-Gewinner bei Olympia
- James Madison (1781–1836), US-amerikanischer Politiker, Präsident 1809 bis 1817
- James Maritato (* 1972), US-amerikanischer Profiwrestler, siehe Nunzio (Wrestler)
- James Martin (* 1961), US-amerikanischer Musiker, siehe Jim Martin (Musiker)
- James Marsden (* 1973), US-amerikanischer Schauspieler
- James Marsters (* 1962), US-amerikanischer Schauspieler
- James Maslow (* 1990), US-amerikanischer Schauspieler und Sänger
- James Mason (1909–1984), britischer Schauspieler
- James N. Mattis (* 1950), US-amerikanischer Militär, Verteidigungsminister 2017–19
- James May (* 1963), britischer Fernsehmoderator und Journalist
- James McAvoy (* 1979), schottischer Schauspieler
- F. James „Jim“ Milan (1922–2023), US-amerikanischer Musiker
- James Moll (* 1963), US-amerikanischer Filmregisseur und Filmproduzent
- James Monroe (1758–1831), US-amerikanischer Politiker, Präsident 1817 bis 1825
- James Moody (1907–1995), irischer Komponist
- James Moody (1925–2010), US-amerikanischer Jazzmusiker
- James M. Moody (1858–1903), US-amerikanischer Politiker
- James P. Moody (1887–1912), britischer Marineoffizier
- James Morrison (* 1984), englischer Popsänger
- James Douglas Morrison, bekannt als Jim Morrison (1943–1971), US-amerikanischer Sänger

#### N
- James Nachtwey (* 1948), US-amerikanischer Fotograf und Fotojournalist

#### O
- James Obst (* 1990), australischer Pokerspieler
- James Trevor Oliver, bekannt als Jamie Oliver (* 1975), englischer Koch
- James O’Shaughnessy (* 1992), US-amerikanischer Footballspieler

#### P
- James Patrick Page, bekannt als Jimmy Page (* 1944), britischer Gitarrist
- James Phipps (1788–1853), englischer Pockenimpfpatient
- James Purdy (1914–2009), US-amerikanischer Schriftsteller

#### R
- James Rodríguez (* 1991), kolumbianischer Fußballspieler
- James Romero (* 1989), US-amerikanischer Pokerspieler

#### S
- James Saito (* 1955), US-amerikanischer Schauspieler
- James R. Schlesinger (1929–2014), US-amerikanischer Politiker
- James Sloyan (* 1940), US-amerikanischer Schauspieler
- James Spader (* 1960), US-amerikanischer Schauspieler
- James Stewart (1908–1997), US-amerikanischer Schauspieler
- James Sullivan (* 1974), US-amerikanischer Fantasyautor

#### T
- James Thurber (1894–1961), US-amerikanischer Schriftsteller
- James Toseland (* 1980), britischer Motorradrennfahrer
- James Michael Tyler (1962–2021), US-amerikanischer Schauspieler

#### V
- James Virgili (* 1992), australischer Fußballspieler

#### W
- James Watt (1736–1819), schottischer Erfinder
- James G. Watt (1938–2023), US-amerikanischer Politiker (US-Innenminister 1981–1983)
- James Whale (1889–1957), britischer Regisseur
- James Williams (Schiedsrichter) (* 1979), US-amerikanischer Basketballschiedsrichter

#### Kurzform Jim
- Jim Boyd (1956–2016), US-amerikanischer Sänger, Liedermacher und Schauspieler
- Jim Bridger (1804–1881), einer der fähigsten Mountain Men, Trapper, Scouts und Entdecker im Wilden Westen der USA
- Jim Broadbent (* 1949), britischer Schauspieler und Oscar-Preisträger
- Jim Butcher (* 1971), US-amerikanischer Schriftsteller
- Jim Capaldi (1944–2005), britischer Rockmusiker
- Jim Carrey (* 1962), kanadischer Komiker und Schauspieler
- Jim Carroll (1949–2009), US-amerikanischer Schriftsteller und Musiker
- Jim Carter (* 1948), britischer Schauspieler
- Jim Chawki (* 1993), schwedischer Poolbillardspieler
- Jim Clark (1936–1968), britischer Automobilrennfahrer
- Jim Courier (* 1970), US-amerikanischer Tennisspieler
- Jim Craig (* 1957), US-amerikanischer Eishockeyspieler
- Jim Croce (1943–1973), US-amerikanischer Singer-Songwriter
- Jim Davis (1909–1981), US-amerikanischer Schauspieler
- Jim Davis (James Robert Davis; * 1945), US-amerikanischer Comiczeichner
- Jim Delahanty (1879–1953), US-amerikanischer Baseballspieler
- Jim Diamond (1951–2015), britischer Popsänger und Songwriter
- Jim Dickinson (1941–2009), US-amerikanischer Musikproduzent, Musiker, Sänger und Songwriter
- Jim Dine (* 1935), US-amerikanischer Pop-Art-Künstler
- Jim Doman (1949–1992), US-amerikanischer Pokerspieler
- Jim Fitzpatrick (* 1959), US-amerikanischer Schauspieler, Filmproduzent, Filmregisseur und Drehbuchautor
- Jim Gottfridsson (* 1992), schwedischer Handballspieler
- Jim Hanks (* 1961), US-amerikanischer Schauspieler und Synchronsprecher
- Jim Henson (1936–1990), US-amerikanischer Puppenspieler, Regisseur und Fernsehproduzent (Sesamstraße, Muppet Show)
- Jim Hines (James Ray Hines; 1946–2023), US-amerikanischer Sprinter
- Jim Jarmusch (* 1953), US-amerikanischer Autorenfilmer, Schauspieler und Filmproduzent
- Jim Kelly (1946–2013), US-amerikanischer Schauspieler
- Jim Kelly (* 1960), US-amerikanischer Football-Spieler
- Jim Kerr (* 1959), Leadsänger und Komponist der schottischen Rockband Simple Minds
- Jim Lehrer (1934–2020), US-amerikanischer Journalist und Nachrichtensprecher
- Jim Lovell (1928–2025), US-amerikanischer Astronaut
- Jim McConkey (* 1926), kanadischer Extremskifahrer
- Jim Mitchell (1935/36–2016), US-amerikanischer Jazzgitarrist
- Jim Mitchell (1943–2007), US-amerikanischer Filmproduzent und Pornofilmregisseur
- Jim Morrison (1943–1971), US-amerikanischer Sänger
- Jim O’Neal (* 1948), US-amerikanischer Bluesexperte, Autor, Musikproduzent und Labelbetreiber
- Jim Parrack (* 1981), US-amerikanischer Schauspieler
- Jim Parsons (* 1973), US-amerikanischer Schauspieler
- Jim Rakete (* 1951), deutscher Fotograf, Fotojournalist und Dokumentarfilmer
- Jim Reeves (1923–1964), US-amerikanischer Countrysänger
- Jim Rogers (* 1942), US-amerikanischer Fondsmanager und Schriftsteller
- Jim Schwall (1942–2022), US-amerikanischer Bluesmusiker
- Jim Simpson (* 1956), US-amerikanischer Theater- und Filmregisseur sowie Schauspieler, Drehbuchautor und Filmeditor
- Jim Steinman (1947–2021), US-amerikanischer Rock- und Musical-Komponist und Musikproduzent
- Jim Sturgess (* 1978), britischer Schauspieler und Musiker
- Jim Taylor (* 1963), US-amerikanischer Drehbuchautor
- Jim Wynn (1912–1977), US-amerikanischer R&B-Musiker

#### Kunstfiguren
- James Bond, britischer Agent
- James T. Kirk, Kommandant bei Raumschiff Enterprise, siehe Figuren im Star-Trek-Universum#Captain James T. Kirk
- Butler James in Dinner for One
- Jimmy Neutron, Comicfigur
- James, Protagonist im Roman James und der Riesenpfirsich
- James Potter, Vater von Harry (James) Potter in Harry Potter

#### Brief des Neuen Testaments der Bibel
- Epistle of James, englische Bezeichnung für den Brief des Jakobus

### Familienname

#### A
- Aaron James (* 1952), US-amerikanischer Basketballspieler
- Addison James (1850–1947), US-amerikanischer Politiker
- Adele James (* 1995), britische Schauspielerin und Drehbuchautorin
- Alan James (Regisseur) (1890–1952), US-amerikanischer Filmregisseur
- Alan James (Politikwissenschaftler), (* 1933), britischer Politikwissenschaftler
- Alan W. James (1938–2015), britisch-australischer Klassischer Philologe
- Alec James (* 1999), belgischer Eishockeyspieler
- Alex James (Fußballspieler) (1901–1953), schottischer Fußballspieler
- Alex James (Musiker) (* 1968), englischer Musiker und Journalist
- Alex James (Komponist) (* 1976), englischer Komponist
- Alier Michael James (* 1984), südsudanesischer Fußballschiedsrichter
- Amaziah B. James (1812–1883), US-amerikanischer Politiker
- Andrea James (* 1967), amerikanische Filmproduzentin
- Andy James (Musiker) (* 1981), britischer Gitarrist, Mitglied von Five Finger Death Punch
- Andy James (Rugbyspieler) (* 1975), britischer Rugby-League-Spieler
- Angela James (* 1964), kanadische Eishockeyspielerin
- Angharad James-Turner (* 1994), walisische Fußballspielerin
- Anna Louise James (1886–1977), US-amerikanische Apothekerin
- Anthony James (1942–2020), US-amerikanischer Schauspieler
- Anthony Trafford James (1922–2006), britischer Biochemiker
- Arthur Horace James (1883–1973), US-amerikanischer Politiker
- Aurora James (* 1984), kanadische Mode-Designerin und Mode-Unternehmerin

#### B
- Barbara James, Ehename von Barbara Ince (* um 1925), kanadische Badmintonspielerin
- Barbara Straker James (1918–2007), US-amerikanische Künstlerin
- Benjamin F. James (1885–1961), US-amerikanischer Politiker
- Benny James, US-amerikanischer Jazzmusiker
- Bérenger de Miramon Fitz-James (1875–1952), französischer Mäzen und Musikschriftsteller
- Bernard James (* 1985), US-amerikanischer Basketballspieler
- Billy James (1938–2011), US-amerikanischer Jazz-Schlagzeuger
- Bob James (* 1939), US-amerikanischer Keyboarder
- Boney James (* 1961), US-amerikanischer Jazz-Saxofonist
- Bradley James (* 1983), britischer Schauspieler
- Brian James (Schauspieler) (1918–2009), australischer Schauspieler
- Brian James (Cricketspieler, 1934) (1934–2000), englischer Cricketspieler
- Brian James (Geistlicher) (1936–2013), walisischer Geistlicher
- Brian James (Cricketspieler, 1941) (1941–2002), englischer Cricketspieler
- Brian James (Rugbyspieler) (* 1943), australischer Rugby-League-Spieler
- Brian James (Gitarrist) (1955–2025), britischer Gitarrist
- Brian James (Basketballtrainer) (* 1956), US-amerikanischer Basketballtrainer
- Brian James (Fußballspieler) (* 1993), US-amerikanischer Fußballspieler
- Brian d’Arcy James (* 1968), US-amerikanischer Schauspieler und Musiker
- Brian Gerard James (* 1969), US-amerikanischer Wrestler
- Brian R. James (* 1974), US-amerikanischer Game-Designer und Software-Entwickler
- Brion James (Schauspieler) (1945–1999), US-amerikanischer Schauspieler
- Brion James (Musiker) (* 1955), US-amerikanischer Rockmusiker
- Bronny James (* 2004), US-amerikanischer Basketballspieler
- Butch James (* 1979), südafrikanischer Rugby-Union-Spieler

#### C
- C. L. R. James (1901–1989), britischer Kulturkritiker und Journalist
- Carlos James, vincentischer Politiker
- Carwyn James (1929–1983), walisischer Rugbyspieler und -trainer
- Caryn James, US-amerikanische Filmkritikerin, Journalistin, Hochschullehrerin und Schriftstellerin
- Charles James (Chemiker) (1880–1928), britischer Chemiker
- Charles James (Diplomat) (1922–2006), US-amerikanischer Anwalt und Diplomat
- Charles de Fitz-James (1712–1787), französischer Adliger und Militär
- Charles Tillinghast James (1805–1862), US-amerikanischer Politiker
- Chris James (Fußballspieler) (* 1987), neuseeländischer Fußballspieler
- Chris James (Musiker) (Christopher James Brenner; * 1995), Musiker
- Chris James (Sänger), Sänger, Gastsänger von Deadmau5 für The Veldt
- Christopher James, 5. Baron Northbourne (1926–2019), britischer Adeliger
- Clayton James (1918–2016), US-amerikanischer Künstler
- Cletus Promise James (* 1989), nigerianischer Fußballspieler
- Clifton James (1920–2017), US-amerikanischer Schauspieler
- Clifton James (Musiker) (1936–2006), US-amerikanischer Bluesmusiker
- Clive James (1939–2019), australischer Kritiker, Journalist und Schriftsteller
- Colin James (Geistlicher) (1926–2009), britischer Geistlicher, Bischof von Winchester und von Wakefield
- Colin James (Musiker) (* 1964), kanadischer Musiker
- Colin James (Tänzer), britischer Tänzer (Weltmeister in den Lateinamerikanischen Tänzen) und Choreograf
- Comfort James (* 2000), nigerianische Mittelstreckenläuferin
- Colton James (* 1988), US-amerikanischer Schauspieler
- Connor James (* 1982), kanadischer Eishockeyspieler
- Craig T. James (* 1941), US-amerikanischer Politiker

#### D
- D. Geraint James (1922–2010), britischer Mediziner
- Dafydd James (* 1975), walisischer Rugby-Union-Spieler
- Dalton James (* 1971), US-amerikanischer Schauspieler
- Daniel James Jr. (1920–1978), US-amerikanischer General der Luftwaffe
- Daniel James (Historiker) (* 1948), britischer Historiker
- Daniel James (Schauspieler) (* 1981), neuseeländischer Schauspieler und Synchronsprecher
- Daniel James (Fußballspieler) (* 1997), walisischer Fußballspieler
- Daniel James (Komponist), US-amerikanischer Komponist
- Daniel Lewis James (1911–1988), US-amerikanischer Schriftsteller
- Danny James, US-amerikanischer Schauspieler, Kameramann und Filmemacher
- Daren James, malaysischer Hindernisläufer
- Darius James (* 1954), US-amerikanischer Autor
- Darren James (* 1965), US-amerikanischer Pornodarsteller
- Darwin R. James (1834–1908), US-amerikanischer Politiker
- David James (Schauspieler, 1839) (1839–1893), britischer Schauspieler
- David James (Musiker) (Jelly James; um 1900–nach 1947), US-amerikanischer Jazzmusiker
- David James, Baron James of Blackheath (* 1937), britischer Geschäftsmann und Politiker (Conservative Party)
- David James (Fotograf) (* 1940), britisch-amerikanischer Fotograf
- David James (Sänger) (* 1956), britischer Sänger (Countertenor)
- David James (Biologe) (* 1958), australischer Biologe
- David James (Schauspieler, 1967) (* 1967), australischer Schauspieler
- David James (Fußballspieler) (* 1970), englischer Fußballtorhüter
- David James (Schauspieler, 1972) (* 1972), südafrikanischer Schauspieler
- David Charles James (* 1945), britischer Theologe, Lord Bischof von Bradford
- David F. James (1905–1996), US-amerikanischer Politiker
- Deborah James (Anthropologin) (* 1954), südafrikanische Anthropologin
- Deborah James (Journalistin) (1981–2022), britische Journalistin und Fernsehmoderatorin
- Declan James (* 1993), englischer Squashspieler
- Deborah Lee James (* 1958), United States Secretary of the Air Force
- Dennis James (Showmaster) (1917–1997), amerikanischer Showmaster und Schauspieler
- Dennis James (Musiker) (* 1950), amerikanischer Musiker (Organist)
- Dennis James (Bodybuilder) (* 1966), amerikanischer Bodybuilder und Breakdancer
- Derrick James (Boxer) (* 1972), US-amerikanischer Boxer und -trainer
- Derrick James (Schauspieler) (* 1985), mexikanischer Schauspieler
- Derrick James (Musiker), Saxophonist
- Derwin James (* 1996), US-amerikanischer Footballspieler
- Diane James (* 1959), britische Politikerin
- Dianne Ferreira-James (* 1970), guyanische Fußballschiedsrichterin
- Dick James (1920–1986), britischen Musikverleger
- Don James († 2013), US-amerikanischer American-Football-Spieler und -Trainer
- Dorian James (* 1981), südafrikanischer Badmintonspieler
- Duncan James (* 1978), britischer Sänger

#### E
- E. L. James (* 1963), britische Autorin
- E. O. James (1888–1972), britischer Anthropologe
- Eddie St. James (* 1962), US-amerikanischer Gitarrist, Sänger und Komponist
- Edgerrin James (* 1978), US-amerikanischer American-Football-Spieler
- Edison James (* 1943), dominicanischer Politiker
- Edmund J. James (1855–1925), US-amerikanischer Wirtschaftswissenschaftler
- Edward James (Übersetzer) (1569–1610?), walisischer Priester und Bibelübersetzer
- Edward James (Politiker, 1825) (1825–1909), kanadischer Politiker
- Edward James (1907–1984), britischer Poet, Kunstmäzen und Landschaftsgärtner
- Edward James (Historiker) (* 1947), britischer Historiker und Literaturwissenschaftler
- Edward James (Politiker, 1981) (* 1981), US-amerikanischer Politiker
- Edward T. James (1917–2001), US-amerikanischer Historiker und Herausgeber
- Edwin James (1797–1861), US-amerikanischer Botaniker
- Elana James (* 1970), US-amerikanische Sängerin und Violinistin
- Elgin James, US-amerikanischer Regisseur, Musiker und Gangmitgründer
- Elmer James (1910–1954), US-amerikanischer Jazzbassist
- Elmore James (1918–1963), US-amerikanischer Bluesmusiker
- Enrico James (* 1985), südafrikanischer Badmintonspieler
- Erana James (* 1999), neuseeländische Schauspielerin
- Eric James (Geistlicher) (1925–2012), britischer Geistlicher und Journalist
- Eric James, Baron James of Rusholme (1909–1992), britischer Pädagoge
- Erin James, australische Schauspielerin
- Esther James (1900–1990), neuseeländische Autorin, Erfinderin, Fotomodell, Langstreckengeherin und Bauunternehmerin
- Etta James (1938–2012), US-amerikanische Bluessängerin

#### F
- Fob James (* 1934), US-amerikanischer Politiker
- Frances James (1903–1988), kanadische Sängerin (Sopran) und Musikpädagogin
- Frances Crews James (* 1930), US-amerikanische Ökologin, Ornithologin und Hochschullehrerin
- Francis James (1799–1886), US-amerikanischer Politiker
- François de Fitz-James (1709–1764), Herzog von Fitz-James und Bischof von Soissons
- Frank James (1843–1915), US-amerikanischer Bandit
- Freda James (1911–1988), britische Tennisspielerin

#### G
- Gavin James (* 1991), irischer Popmusiker
- Geoffrey James (* 1942), britisch-kanadischer Fotograf
- George James (Fußballspieler, 1899) (George Charles James; 1899–1976), englischer Fußballspieler
- George James (Musiker) (1906–1995), US-amerikanischer Jazzmusiker
- George James (Fußballspieler, 1924) (Walter George James; 1924–1998), walisischer Fußballspieler
- George Payne Rainsford James (1799–1860), englischer Diplomat und Schriftsteller
- Geraldine James (* 1950), britische Schauspielerin
- Gérard James (* 1942), französischer Artdirector und Szenenbildner
- Glenn James (1882–1961), US-amerikanischer Mathematiker
- Graham James (* 1951), britischer anglikanischer Bischof, Mitglied des House of Lords
- Grant James (Schauspieler) (1935–2022), US-amerikanischer Schauspieler und Synchronsprecher

#### H
- Hannah James (* 1993), US-amerikanisch-britische Schauspielerin
- Harold James (Bogenschütze) (1868–1948), britischer Bogenschütze
- Harold James (Historiker) (* 1956), britischer Historiker
- Harry James (1916–1983), US-amerikanischer Jazz-Trompeter
- Harvey James (1952–2011), australischer Musiker
- Hayden James, australischer DJ, Songwriter und Musikproduzent
- Helen F. James (* 1956), US-amerikanische Paläontologin und Paläornithologin
- Henry James (Geodät) (1803–1877), britischer Geodät
- Henry James (Theologe) (1811–1882), amerikanischer Theologe
- Henry James (1843–1916), US-amerikanischer Schriftsteller
- Henry James, 1. Baron James of Hereford (1828–1911), britischer Jurist und Politiker der Liberal Party
- Hilda James (1904–1982), britische Freistil-Schwimmerin
- Hinton James (1884–1948), US-amerikanischer Politiker
- Homesick James (1910–2006), US-amerikanischer Bluesmusiker
- Huw Rhys James (* vor 1984), britischer Pianist, Dirigent und Chorleiter

#### I
- Ian James (Leichtathlet) (* 1963), kanadischer Weitspringer
- Ian James (Rennfahrer) (* 1974), britischer Automobilrennfahrer
- Ian James (Ingenieur) (* 1977), britischer Ingenieur und Motorsportfunktionär
- Ida James (1920–1986), US-amerikanische Sängerin und Schauspielerin
- Ifor James (1931–2004), britischer Hornist
- Ioan James (1928–2025), britischer Mathematiker

#### J
- James James (1833–1902), walisischer Harfist
- Jamie James (* 1953), kanadischer Gitarrist, Sänger und Songwriter
- Jane Elizabeth Manning James (1822–1908), Konvertitin der Mormonen
- Janelle James (* 1979), US-amerikanische Stand-up-Komikerin und Schauspielerin
- Jasper James, britischer Drehbuchautor und Regisseur
- Jean-Paul James (* 1952), französischer Geistlicher, Erzbischof von Bordeaux
- Jeffrey Russell James (* 1944), britischer Diplomat
- Jerome James (Basketballspieler) (* 1975), US-amerikanischer Basketballspieler
- Jerome James (Fußballspieler) (* 1981), belizischer Fußballspieler

- Jesse James (1847–1882), US-amerikanischer Bandit
- Jesse James (Schauspieler) (* 1989), US-amerikanischer Schauspieler
- Jesse James (TV-Persönlichkeit) (* 1969), US-amerikanischer Unternehmer und Fernsehmoderator
- Jesse James (* 1969), US-amerikanischer Profiwrestler, siehe Brian Gerard James
- Jessie James(* 1988), US-amerikanische Country-Pop-Sängerin, siehe Jessie James Decker
- Jimmy James (* 1982), deutscher Basketballspieler
- Joe James (Fußballspieler, 1910) (Joseph James; 1910–1993), englischer Fußballspieler
- Joe James (Fußballspieler, 1954) (Joseph James; * 1954), englischer Fußballspieler
- John James (Architekt) (um 1673–1746), englischer Architekt
- John James (Rennfahrer) (1914–2002), britischer Automobilrennfahrer
- John James (Ruderer) (1937–2024), britischer Ruderer
- John James (Dichter) (* 1939), britischer Dichter
- John James (Footballspieler) (* 1949), US-amerikanischer American-Football-Spieler
- John James (Tennisspieler) (* 1951), australischer Tennisspieler
- John James (Schauspieler) (* 1956), US-amerikanischer Schauspieler
- John E. James (John Edward James; * 1981), US-amerikanischer Politiker
- John Kingston James (1784–1869), irischer Politiker, Oberbürgermeister von Dublin
- Jonathan James (1983–2008), US-amerikanischer Hacker
- Joni James (1930–2022), US-amerikanische Sängerin
- José James (* 1978), US-amerikanischer Jazzsänger
- Joseph James (1925–1952), US-amerikanischer Rennfahrer
- Josh James, US-amerikanischer Rockmusiker
- Joshua James (Seenotretter) (1826–1902), US-amerikanischer Seekapitän
- Joshua James (Schauspieler), britischer Schauspieler
- Joy James (* 1958), US-amerikanische Philosophin
- Julie James (Politikerin) (* 1958), britische Politikerin (Welsh Labour Party)
- Julie James (Schriftstellerin) (* 1974), US-amerikanische Schriftstellerin
- Julie James (* 1996), Geburtsname von Julie Doyle (Fußballspielerin, 1996), US-amerikanische Fußballspielerin
- Julie James (Tennisspielerin), US-amerikanische Tennisspielerin
- Julius James (* 1984), Fußballspieler aus Trinidad und Tobago

#### K
- Karl James (* 1967), antiguanischer Regattasegler
- Ken James (Schauspieler, 1934) (1934–2016), kanadischer Schauspieler
- Ken James (Schauspieler, 1948) (* 1948), australischer Schauspieler
- Kenna James (Pokerspieler) (* 1963), US-amerikanischer Pokerspieler
- Kenna James (Pornodarstellerin) (* 1995), US-amerikanische Pornodarstellerin
- Kery James, geb. Alix Mathurin (* 1977), französischer Rapper
- Kevin James (* 1965), US-amerikanischer Schauspieler
- Kiana James (* 1997), amerikanische Wrestlerin
- Kirani James (* 1992), grenadischer Leichtathlet
- Kirstie James (* 1989), neuseeländische Radsportlerin

#### L
- Larry James (1947–2008), US-amerikanischer Leichtathlet
- Larry D. James (* 1956), pensionierter Generalleutnant der US Air Force
- Laura James (* 1990), US-amerikanische Schauspielerin und Modell.
- Laure Auguste de Fitz-James (1744–1814), Première dame d’honneur Marie Antoinettes
- Lauren James (* 2001), britische Fußballspielerin
- LeBron James (* 1984), US-amerikanischer Basketballspieler
- Lee James (1953–2023), US-amerikanischer Gewichtheber
- Leela James (* 1983), US-amerikanische Soulsängerin
- Leifur James, englischer Plattenproduzent und Komponist
- Leighton James (* 1953), walisischer Fußballspieler
- Lennie James (* 1965), britischer Schauspieler
- Leon James (Tänzer) (1913–1970), US-amerikanischer Tänzer
- Leon James (Komponist) (* 1991), indischer Komponist und Sänger
- Leon James (Fußballspieler) (* 2001), thailändischer Fußballspieler
- Letitia James (* 1958), US-amerikanische Juristin
- Liam James (* 1996), kanadischer Schauspieler
- Lily James (* 1989), britische Schauspielerin
- Lionel James (1962–2022), US-amerikanischer American-Football-Spieler
- Lizha James (* 1982), mosambikanische Sängerin
- Lloyd James (Cricketspieler) (1937–2019), bermudischer Cricketspieler
- Lloyd James, eigentlicher Name von King Jammy (* 1947), jamaikanischer Musikproduzent
- Lloyd James (Fußballspieler) (* 1988), walisischer Fußballspieler
- Lucas James, argentinischer Polospieler

#### M
- M. E. Clifton James (1898–1963), englischer Schauspieler und Soldat
- Malik James-King (* 1999), jamaikanischer Sprinter
- Manjrekar James (* 1993), dominicanisch-kanadischer Fußballspieler
- Margot James (* 1957), britische Politikerin
- Marianne James (* 1962), französische Sängerin
- Mark James (Songwriter) (1940–2024), US-amerikanischer Songwriter
- Mark James (Golfspieler) (* 1953), US-amerikanischer Golfspieler
- Marlon James (* 1970), jamaikanischer Schriftsteller
- Marshall James (* 1970), walisischer Dartspieler
- Marvin James (* 1989), Schweizer Snowboarder
- Matty James (* 1991), englischer Fußballspieler
- Matthew James (Schauspieler) (* 1973), US-amerikanischer Schauspieler
- Matthew James (* 1991), englischer Fußballspieler, siehe Matty James
- Merlin James (* 1960), britischer Maler, Autor und Kritiker
- Michael James (Leichtathlet, 1993) (* 1993), australischer Sprinter
- Michael James (Schauspieler), Schauspieler
- Michael James (Unternehmer) (* 1977/1978), neuseeländisch-australischer Luftverkehrsunternehmer
- Michael Raymond-James (* 1977), US-amerikanischer Schauspieler
- Mickie James (* 1979), US-amerikanische Wrestlerin
- Mike James (Basketballspieler, 1975) (Michael Lamont James; * 1975), US-amerikanischer Basketballspieler
- Mike James (Basketballspieler, 1990) (Michael Perry James; * 1990), US-amerikanischer Basketballspieler
- Mike James (Rugbyspieler) (* 1973), kanadischer Rugby-Union-Spieler
- Molvin James (* 1989), antiguanischer Fußballtorhüter
- Monday James (* 1986), nigerianischer Fußballspieler
- Montague Rhodes James (1862–1936), englischer Altertumsforscher und Autor
- Morgan James (* 1981), US-amerikanische Sängerin und Musicaldarstellerin
- Morrice James, Baron St Brides (1916–1989), britischer Diplomat

#### N
- Natalie Erika James, japanisch-australische Filmregisseurin und Drehbuchautorin
- Nathaniel James (* 2004), trinidadischer Fußballspieler
- Nayana James (* 1995), indische Weitspringerin
- Nick James (Filmkritiker), britischer Filmkritiker, Autor und Kurator
- Nick James (Schriftsteller) (* 1983), Schriftsteller
- Nick James (Schauspieler), britischer Schauspieler
- Nikki M. James (* 1981), US-amerikanische Schauspielerin

#### O
- Olga James (1929–2025), US-amerikanische Sängerin und Schauspielerin
- Oliver James (* 1980), englischer Musiker und Schauspieler
- Ollie Murray James (1871–1918), US-amerikanischer Politiker
- Omari Sterling-James (* 1993), englischer Fußballspieler mit Staatsbürgerschaft von St. Kitts und Nevis

#### P
- P. D. James (1920–2014), britische Schriftstellerin
- Parson James (* 1994), US-amerikanischer Singer-Songwriter
- Patrick James (* 1957), kanadischer Politikwissenschaftler
- Paul James (Fußballspieler) (* 1963), kanadischer Fußballspieler und -trainer
- Paul James (Rugbyspieler) (* 1982), walisischer Rugbyspieler
- Paul James (Schauspieler), US-amerikanischer Schauspieler
- Paul J. James (* 1964), englischer Basketballtrainer und -spieler
- Pedro Fitz-James Stuart (1720–1791), spanischer Admiral
- Pell James (* 1977), US-amerikanische Schauspielerin
- Peter James (Szenenbildner) (1924–1997), britischer Szenenbildner
- Peter James (Kameramann) (* 1947), australischer Kameramann
- Peter James (Schriftsteller) (* 1948), britischer Schriftsteller, Schauspieler und Filmproduzent
- Pinocchio James (1927–), US-amerikanischer R&B- und Jazzsänger

#### R
- Ra’Shad James (* 1990), US-amerikanischer Basketballspieler
- Ralph A. James (1920–1973), US-amerikanischer Chemiker
- Rebecca James (* 1991), britische Radrennfahrerin
- Reece James (Fußballspieler, 1993) (* 1993), englischer Fußballspieler
- Reece James (Fußballspieler, 1999) (* 1999), englischer Fußballspieler
- Reginald James (1891–1964), britisch-südafrikanischer Physiker
- Renick James (* 1987), Judoka aus Belize
- Reuben James (um 1776–1838), US-amerikanischer Marinesoldat
- Richard James (Schauspieler, I), Schauspieler
- Richard James (Bildungswissenschaftler) (* 1956), australischer Sprinter, Bildungswissenschaftler und Hochschullehrer
- Richard James (Schauspieler, 1969) (* 1969), britischer Schauspieler
- Richard James (Musiker) (* 1975), britischer Bassist, Gitarrist und Singer-Songwriter
- Richard James (Leichtathlet) (* 1979), jamaikanischer Sprinter
- Richard Palmer-James (* 1947), britischer Liedtexter
- Richard D. James (Szenenbildner), US-amerikanischer Szenenbildner
- Richard D. James (Ingenieur) (* 1952), US-amerikanischer Ingenieur
- Richard D. James (Richard David James; * 1971), bekannt als Aphex Twin, irischer Musiker
- Richard T. James (1910–1965), US-amerikanischer Politiker
- Rick James (1948–2004), US-amerikanischer Musiker
- Rob James-Collier (* 1976), britischer Schauspieler
- Robert James (Mediziner) (1703–1776), englischer Arzt
- Robert James (Schauspieler) (1924–2004), britischer Schauspieler
- Robert James, bekannt als Bob James (* 1939), US-amerikanischer Pianist, Keyboarder und Arrangeur
- Robert Dennis James, bekannt als Bob James (* 1952), US-amerikanischer Rocksänger, siehe Montrose (Band)
- Robert James (Segler), britischer Segler
- Robert James (Snookerspieler), englischer Snookerspieler
- Robert C. James (1918–2003), US-amerikanischer Mathematiker
- Rorer A. James (1859–1921), US-amerikanischer Politiker
- Russell James (* 1962), australischer Fotograf

#### S
- Sabatina James (* 1982), pakistanisch-österreichische Autorin
- Sam James (* 1996), deutsch-britischer Sänger, Rapper, Songwriter und Musikproduzent
- Sara James (* 2008), polnische Sängerin
- Scott James (* 1994), australischer Snowboarder
- Selma James (* 1930), US-amerikanische Schriftstellerin, Feministin und Sozialaktivistin
- Seth James, US-amerikanischer Countrymusiker
- Shawn James (* 1983), US-amerikanischer Basketballspieler
- Siân James (* 1959), walisische Politikerin (Labour Party)
- Sidney James (1913–1976), südafrikanisch-britischer Schauspieler
- Simon James (* 1967), englischer Künstler
- Sion James (* 1980), walisischer Fußballspieler
- Skip James (1902–1969), US-amerikanischer Blues-Musiker
- Sondra James (1939–2021), US-amerikanische Synchronsprecherin
- Sonny James (1928–2016), US-amerikanischer Country-Sänger
- Stafford James (* 1946), US-amerikanischer Jazz-Bassist
- Stanislaus A. James (1919–2011), Politiker von St. Lucia
- Stephan James (* 1993), kanadischer Filmschauspieler
- Stephen James (Spezialeffektkünstler), kanadischer Spezialeffektkünstler
- Stephen James (* 1959), britischer Fernsehmoderator, siehe Steve Blame
- Steve James (Fußballspieler) (* 1949), englischer Fußballspieler
- Steve James (Schauspieler) (1952–1993), US-amerikanischer Schauspieler
- Steve James (Regisseur) (* 1953), US-amerikanischer Produzent und Regisseur
- Steve James (Rugbyspieler) (* 1960), australischer Rugby-Union-Spieler
- Steve James (Snookerspieler) (* 1961), englischer Snookerspieler
- Susan James (Leichtathletin) (* 1955), britische Speerwerferin
- Susan James (Philosophin) (* 1951), britische Philosophin
- Susan Saint James (* 1946), US-amerikanische Schauspielerin
- Sylvester James (Sylvester; 1947–1988), US-amerikanischer Musiker

#### T
- Taylor James (* 1980), britischer Schauspieler
- Ted James (1918–1995), US-amerikanischer Politiker
- Tessa James (* 1991), australische Schauspielerin
- Theo James (* 1984), britischer Schauspieler und Model
- Thomas James (Bischof) († 1504), französischer Diplomat und Geistlicher, Bischof von Dol-de-Bretagne
- Thomas James (Bibliothekar) (um 1573–1629), englischer Bibliothekar und Theologe
- Thomas James (Seefahrer) (1593–1635), englischer Seefahrer und Entdecker
- Thomas Garnet Henry James (1923–2009), britischer Ägyptologe
- Thomas Lemuel James (1831–1916), US-amerikanischer Journalist und Bankier
- Thomas S. James junior (* 1963), US-amerikanischer Generalleutnant
- Tiffany James (* 1997), jamaikanische Leichtathletin
- Tjalling James (1906–1983), niederländischer Ruderer
- Tom James (Ruderer) (* 1984), britischer Ruderer
- Tom James (Rugbyspieler) (Thomas James; * 1987), walisischer Rugbyspieler
- Tom James (Fußballspieler, 1988) (* 1988), englischer Fußballspieler
- Tom James (Fußballspieler, 1996) (* 1996), walisischer Fußballspieler
- Tony James (* 1953), britischer Musiker
- Trevor James (Leichtathlet) (Trevor Fitzroy James ; * 1949), Sprinter aus Trinidad und Tobago
- Trevor James (Sänger) (geb. Trevor James Thoms; * 1949), britischer Sänger
- Trevor James (Badminton) (Trevor Stephen James; * 1959), australischer Badmintonspieler
- Trevor James (YouTuber) („The Food Ranger“), US-amerikanischer Youtuber
- Tristan James (* 1997), dominicanischer Leichtathlet

#### V
- Vanessa James (* 1987), französische Eiskunstläuferin
- Verda James (1901–1991), US-amerikanische Politikerin
- Veruca James (* 1985), US-amerikanische Pornodarstellerin

#### W
- W. Frank James (1873–1945), US-amerikanischer Politiker
- Walter James (Politiker) (1863–1943), australischer Politiker
- Walter James (Schauspieler) (1882–1946), US-amerikanischer Schauspieler
- Walter James, 1. Baron Northbourne (1816–1893), britischer Politiker
- Walter James, 2. Baron Northbourne (1846–1923), britischer Politiker
- Walter James, 3. Baron Northbourne (1869–1932), britischer Maler und Radierer
- Walter James, 4. Baron Northbourne (1896–1982), britischer Ruderer und Autor
- Wendy James (* 1966), britische Sängerin
- William James (Bischof) (1542–1617), englischer Geistlicher, Bischof von Durham
- William James (Maler, I), britischer Maler
- William James (Unternehmer) (1771–1837), britischer Jurist und Eisenbahnunternehmer
- William James (Marinehistoriker) (1780–1827), britischer Marinehistoriker
- William James (1842–1910), US-amerikanischer Schriftsteller und Psychologe
- William James (Admiral) (William Milbourne James; 1881–1973). britischer Admiral
- William James (Maler, 1882) (1882–1961), US-amerikanischer Maler
- William James (Rugbyspieler), englischer Rugby-Union-Spieler
- William James (Geologe) (1929–2018), kanadischer Geologe
- William James (Footballspieler, 1979) (* 1979), US-amerikanischer American-Football-Spieler
- William James (Schauspieler) (* 1980), britischer Schauspieler
- William James (Footballspieler, 1991) (* 1991), britisch-schwedischer American-Football-Spieler
- William Francis James (1873–1945), US-amerikanischer Politiker, siehe W. Frank James
- William H. James (1831–1920), US-amerikanischer Politiker
- William Henry James (1796–1873), britischer Erfinder und Eisenbahnkonstrukteur
- William Owen James (1900–1978), britischer Botaniker und Biochemiker
- Willie James (Snookerspieler) (William James), walisischer Snookerspieler
- Willie James (Boxer), US-amerikanischer Boxer
- Willie B. James (Wille Bee), Gitarrist und Sänger
- Willie R. James (1920–2016), US-amerikanischer Menschenrechtsaktivist